# 食物盲從現象
食物盲從現象、或潮流飲食、時尚飲食（英語：fad diets）或偽健康飲食、偽科學飲食（英語：pseudoscientific diet），指某些與食物有關的健康(包括節食減肥)資訊，在未受科學證實之下，藉由似是而非的偽科學論點，在社會中快速傳播，有時夾雜玄學、宗教、環保等論點，導致大量民眾盲目跟從的現象。
這些現象的創始者往往會因此潮流獲得廣大的經濟收益，名人見證則常常是這些盲從現象的推手。

## 商業促銷
某些商業廣告或推銷策劃會通過製造“潮流”的手段引發食物盲從現象，以提高產品銷量。例如某些減肥食品或保健品通過小範圍傳播製造神秘氛圍，不斷擴散後讓大眾突然對減肥食品或產品有很大的興趣，從而大量購買引致缺貨。又或者利用嚴肅學術機構研究發現（或偽造學術機構認證）製造氛圍，形成大量購買現象。譬如中國有炒作普洱茶養生功效導致普洱價格飆升的事件。

## 謠言傳播
由於二十一世紀網絡發達，資訊傳播快速，渠道多樣化，媒體門檻放低，令許多謠言得以快速傳播，造成大規模影響。尤其食物關乎人身健康安全，而相關科學知識普及率不高，造成大量民眾因為看到經由媒體擴散的食物謠言而產生購買或拒買某類食物的風潮。例如日本TBS電視台2006年報道服食白腰豆可以減肥，結果導致白豆食物中毒事件，多人食用未煮熟白腰豆腹瀉入院。2007年1月，日本關西電視台製作的「發掘真有其事大事典」節目作假，聲稱每日吃兩餐納豆，可在兩周內減肥，引發全國搶購潮，超市納豆搶購一空，納豆製造商更要為供不應求向顧客道歉。節目被揭欺騙觀眾後最終停播。
2008年，有歌手聲稱使用「早餐香蕉減肥法」成功減肥7公斤後，一度令香蕉銷量增七成。2009年傳出女藝人吃昆布絲減肥後，超市的昆布絲亦突然大賣。
除此以外，媒體從業人士不夠專業，誤讀專業研究結果，誇大某類食品功效，亦會導致食物盲從現象。日本曾有媒體報導，有專門研究指番茄汁能防治代謝症候群，而令番茄汁賣斷市的情況。然而研究僅僅指出番茄裏含有的物質可以降低血液中的中性脂肪數值，並未有人體饮用番茄汁的實驗數據。
除了正規媒體擴散謠言以外，社交媒體亦會導致食物盲從現象。2011年日本311大地震後，中國多地傳出鹽可以防輻射，或海產食鹽可能受輻射污染的謠言後，引起大規模搶購食鹽現象，令鹽價被炒高數十倍。美國西岸亦傳出碘化鉀可抗核輻射，導致住民大規模搶購之事件，導致碘片價格急升，有14片一包的碘片在網上拍賣價格高達500美元，沒有買到碘片的居民甚至痛哭。

## 國際流行案例
- 身體調教聖經(The 4-Hour Body)[4]
- 5:2輕斷食(英語：5:2 diet)[5]
- 鹼性飲食(英語：Alkaline diet)[6]
- 嬰兒食品飲食(Baby Food Diet)[7]
- 血型飲食(Blood type diet)[8]
- 甘藍湯飲食(Cabbage soup diet)[5][9]
- 排毒飲食(Detox diet)[10]
- 杜康纖食法(Dukan Diet)[10]
- 果食主義(Fruitarianism)[11]
- 無麩質飲食(Gluten free diet), 這可能對有乳糜瀉或麩質過敏者有預防價值，但對一般人而言其實是食物盲從。[12][13][14]
- 葡萄柚飲食法(Grapefruit diet)[9][15]
- 以色列軍隊飲食法(Israeli Army diet)[16]
- 果汁禁食法(Juice fasting)[17]
- 管灌節食法(KE diet)
- 廣生飲食法(Macrobiotics)[8]
- Master Cleanse檸檬糖水斷食排毒法[18][19]
- 香蕉減肥法(Morning banana diet)[20]
- 舊石器時代飲食(Paleolithic diet)[21][22]
- 普里特金飲食(Pritikin Diet)[23]
- 司嘎岱爾節食法(Scarsdale medical diet)[24][25][26][27][28]
- 南灘減肥法/邁阿密飲食(South Beach Diet)[15][29][30]
- 低碳水化合物飲食(Low-carbohydrate diet)[9][31]
  - 阿特金斯飲食法(Atkins diet)[8][15][32][33]
  - 低糖瘦身法(Sugar Busters)[8][33]
  - 區域飲食(Zone diet)[8][15]
  - 碳水循環飲食(Carb cycling diet)
- Whole30 飲食計劃[34]
- 歐尼舒飲食(Dr. Dean Ornish: Eat More, Weigh Less)[8]
- 劍橋飲食(Cambridge Diet)[8]
- 新陳代謝飲食法(Fast Metabolism Diet)